# Sekhukhune II
Sekhukhune II est le roi des Pedi et le petit-fils de Sekhukhune Ier.

## Histoire
Il régna durant la seconde guerre des Boers et son règne marqua la fin de la résistance des Pedi à l’occupation de leurs terres par la République sud-africaine et l’Empire britannique.